# Shinji Okazaki
Shinji Okazaki (nascut a Takarazuka, Prefectura de Hyōgo, Japó, el 16 d'abril del 1986), és un exfutbolista professional japonès que jugava com a davanter. També va jugar per la selecció del Japó des del 2008.
El 12 de maig de 2014 s'anuncià la seva inclusió a la llista de 23 jugadors de la selecció japonesa per disputar el Mundial de 2014 al Brasil. Els dorsals van ser anunciats el 25 de maig.